# Bialaphos
Le bialaphos est un tripeptide correspondant à la L-alanyl-L-alanyl-phosphinotricine. Il a été isolé à partir de deux bactéries du genre Streptomyces vivant dans le sol, Streptomyces hygroscopicus et Streptomyces viridochromogenes. Il possède des propriétés herbicides dues à la phosphinotricine, qui est le composé biologiquement actif.